# Fursjön, Småland
Fursjön är en sjö i Emmaboda kommun och Karlskrona kommun i Småland och ingår i Lyckebyåns huvudavrinningsområde. Sjön har en area på 0,175 kvadratkilometer och ligger 102,9 meter över havet. Sjön avvattnas av vattendraget Lyckebyån.

## Delavrinningsområde
Fursjön ingår i det delavrinningsområde (625889-149014) som SMHI kallar för Namn saknas. Medelhöjden är 108 meter över havet och ytan är 63,6 kvadratkilometer. Räknas de 34 avrinningsområdena uppströms in blir den ackumulerade arean 643,83 kvadratkilometer. Avrinningsområdets utflöde Lyckebyån mynnar i havet. Avrinningsområdet består mestadels av skog (64 procent), öppen mark (15 procent) och jordbruk (13 procent). Avrinningsområdet har 0,27 kvadratkilometer vattenytor vilket ger det en sjöprocent på 0,4 procent.